# Österviking
IK Österviking är en idrottsförening i Skällviks socken, Söderköpings kommun, Östergötlands län.
Föreningen grundades 1938 och under åren har fotboll varit den dominerande verksamheten. Sedan slutet av 60-talet har föreningen också bågskytte som en livaktig del i verksamheten. 2018 startade föreningen upp Ishockey för barn och ungdomar samt ett seniorlag på den nya ishockeyrinken på Vikingavallen i Söderköping. 
Sedan 1968 genomförs varje sommar bågskyttetävlingen Vikingafejden som har formen av en FITA 900-rond. 
Sedan våren 2014 har huvuddelen av verksamheten flyttats till Petersburg på Ramunderberget norr om Söderköpings tätort. Där har den gamla fotbollsplanen åter satts is stånd och den bågskyttebana som anlades av Söderköpings bågskytteklubb under 1980-talet har åter satts i stånd. 
Föreningen renoverar under sommaren 2014 - våren 2015 en äldre byggnad så att nya omklädningsrum och bågskyttehall kommer att finnas i föreningens regi. Även denna lokal finns vid Petersburg på Ramunderberget. 
Föreningens gamla idrottsplats Månvallen i Bottna finns kvar och vissa arrangemang så som valborgsmässofirande samt reservlagets hemmamatcher i fotboll samt bågskyttetävlingar kommer även fortsättningsvis förläggas dit. 